# Joseph Denis Odevaere

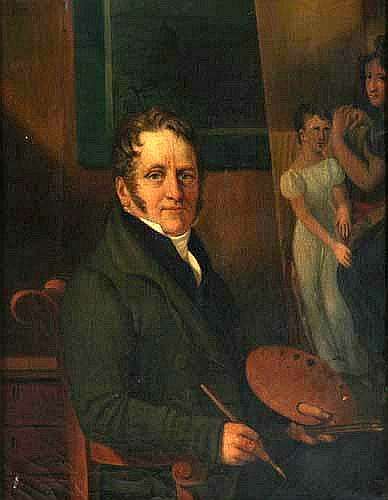
Autorretrato.

Joseph Denis Odevaere, o Joseph-Désiré Odevaere (Brujas, 2 de diciembre de 1775-Bruselas, 26 de febrero de 1830), fue un pintor neoclásico del sur de los Países Bajos (ahora Bélgica). Se desempeñó como pintor de la corte del rey Guillermo I.

## Biografía
Sus primeras lecciones de arte fueron en la Kunstacademie Brugge, donde estudió con François Wynckelman. Luego se trasladó a París, continuando sus estudios con Joseph-Benoît Suvée y Jacques-Louis David. En 1804, recibió el Premio de Roma por su pintura La muerte de Foción. Esto le valió sus primeros encargos, que pasó un año cumpliendo antes de su partida.
Después, pasó ocho años en varios lugares de Italia, copiando a los viejos maestros e inspirándose particularmente en Rafael. Mientras estuvo allí, fue uno de un gran grupo de artistas elegidos para proporcionar decoraciones para la visita de Napoleón al Palacio del Quirinale, aunque resultó que nunca produjo más que bocetos. Después de eso, pasó algún tiempo en París y recibió una Medalla de Oro de Napoleón.[cita requerida] Mientras estuvo allí, también trabajó con Godefroy Engelmann, uno de los primeros litógrafos en Francia.
Una exposición en Gante dos años más tarde condujo a su nombramiento como pintor de la corte del rey Guillermo I de los Países Bajos en 1815. En este cargo, inició una campaña por la devolución de varias obras de arte importantes que habían sido saqueadas de Brujas por el ejército francés, incluyendo piezas de Miguel Ángel, Jan van Eyck, Hans Memling y Gerard David. En agradecimiento por sus exitosos esfuerzos, el Ayuntamiento de Brujas votó para otorgarle una medalla de oro en 1816. Fue elegido miembro correspondiente de cuarta clase que vive en el extranjero del Instituto Real de los Países Bajos en 1816.
De 1825 a 1829, pintó varias obras en apoyo de la Guerra de Independencia griega y se autodenominó «Joseph Dionysius Odevaere». También escribió algunos tratados sobre arte y fue un colaborador habitual y muy obstinado de las publicaciones periódicas locales.

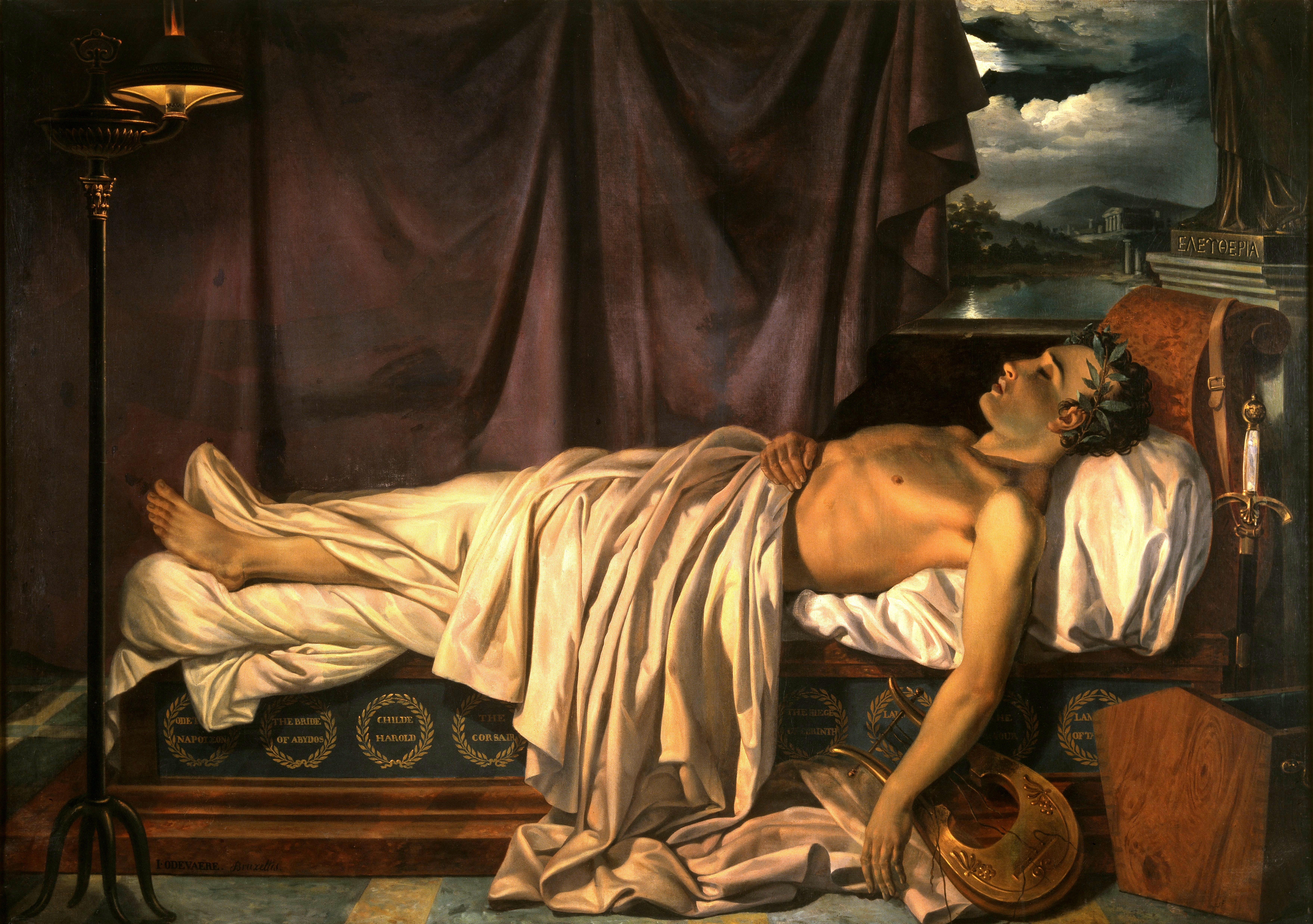
Lord Byron en su lecho de muerte (1826).

En 1818 se casó con Sylvie de la Rue (1796-1845). Después de su muerte, en 1835, se casó con Joseph Van der Linden, Secretario del Gobierno Provisional de Bélgica.
Fue miembro fundador de la primera Société des douze.